# Manchester Futebol
O Manchester Futebol é um clube brasileiro de futebol, da cidade de  Pirapora, no estado de Minas Gerais. O nome do clube é em homenagem à cidade de Juiz de Fora, que é conhecida como Manchester Mineira, por conta do pioneirismo da cidade na industrialização da região, fazendo lembrar à cidade inglesa de Manchester, cidade que teve um importante papel na Revolução Industrial. O clube não tem nenhuma relação com o antigo Cooperativa Manchester de Futebol.

## História
A ideia de fundação do clube veio pelo presidente do clube, Fernando Zuchi, para se tornar um clube formador, acolhendo jovens que não tiveram oportunidades em outros clubes.
O Caçula de JF, disputou o seu primeiro campeonato profissional ainda em 2021, na  Segunda Divisão Mineira, herdando a vaga do Itaúna.
Em 2023 o clube transferiu sua sede para a cidade de Pirapora, no Norte de Minas Gerais, onde estabeleceu uma parceria técnica com o Atlético Pirapora. Essa colaboração possibilitou a participação em campeonatos de base, competindo nas categorias sub-15 e sub-17 da Segunda Divisão e sub-14 da Primeira Divisão. Em 2024, o clube avançou ao disputar a Segunda Divisão com a categoria sub-20.

## Escudo

Painel As Quatro Estações, que inspirou o escudo do Manchester.

O escudo do clube contém três cores, verde, vermelho e azul, cores que representam à Bandeira de Juiz de Fora. Além das cores, o clube também carrega uma espécie de "trevo", que faz parte de uma painel denominado As quatros estações de Candido Portinari, que representa o passado, presente e o futuro.

## Mascote
O mascote do clube é a Capivara, que se tornou um símbolo juiz-forano nas últimas décadas. Esses animais são vistas frequentemente às margens do Rio Paraibuna - o principal rio da cidade - e até pelas ruas.

## Estatísticas

### Participações
|  | Participações em 2021 |

| Competição   | Competição              | Temporadas | Melhor campanha    | Anos | P | R |
| Minas Gerais | Mineiro Segunda Divisão | 1          | 3° colocado (2021) | 2021 | _ |   |